# ميروينيا دي لوس إنفانثونيس
بلدية ميروينيا دي لوس إنفانثونيس (بالإسبانية: Mirueña de los Infanzones) هي بلدية تقع في مقاطعة آبلة التابعة لمنطقة قشتالة وليون وسط إسبانيا.

## الديموغرافيا
بلغ عدد سكان بلدية ميروينيا دي لوس إنفانثونيس 126 نسمة عام 2011 (وفقاً للمعهد الوطني للإحصاء الإسباني).
| 215 | 191 | 175 | 150 | 142 | 127 | 126 |